# بلال باول
بلال باول (بالإنجليزية: Bilal Powell)‏ هو لاعب كرة قدم أمريكية أمريكي، ولد في 27 أكتوبر 1988 في ليكلاند في الولايات المتحدة.

## وصلات خارجية
- بلال باول على موقع مرجع كرة القدم المحترفة.كوم (الإنجليزية)